# Rolnica gwoździówka
Rolnica gwoździówka, rolnica gwoździarka (Agrotis ipsilon) – gatunek motyla z rodziny sówkowatych.
Motyl ten ma skrzydła przednie długości od 18 do 25 mm, ubarwione jasnobrunatnie z czarnym deseniem, zaś skrzydła tylne białawoczarne. Cechy charakterystyczne znajdują się głównie w narządach rozrodczych samców. Walwa ma część zewnętrzną wydłużoną, niemniejszą niż część nasadowa lub środkowa, zewnętrzną krawędź prawie prostą, a brzuszną z wypukłością tworzącą tylny wierzchołek. Ponadto na walwie znajduje się cienki, ostry wyrostek. Klawus również z wyrostkiem – małym, ale dobrze widocznym. Na edeagusie ciernie tworzą niewielką szczoteczkę.
Gąsienice żywią się korzeniami traw i notowane są jako szkodniki zbóż oraz buraków.
Gatunek kosmopolityczny, pospolity w całej Polsce.